# Nguyễn Tuấn Anh
Pour les articles homonymes, voir Nguyễn.
Nguyễn Tuấn Anh, né le 16 mai 1995 à Thái Bình, est un footballeur international vietnamien. Il évolue au poste de milieu de terrain à Nam Định.

## Carrière

### En club
Nguyễn Tuấn Anh est prêté au Yokohama FC pour la saison 2016.

### En sélection
Nguyễn Tuấn Anh honore sa première sélection le 24 mars 2016 lors d'un match contre Taiwan. Ce match, gagné sur le score de 4-1, rentre dans le cadre des éliminatoires du mondial 2018.
Il inscrit son premier but en sélection le 16 octobre 2016, lors d'un match amical contre la Corée du Nord (victoire 5-2).

## Statistiques
| Saison                | Club                  | Championnat           | Championnat | Championnat | Coupe(s) nationale(s) | Coupe(s) nationale(s) | Vietnam | Vietnam | Total | Total |
| Saison                | Club                  | Division              | M.          | B.          | M.                    | B.                    | M.      | B.      | M.    | B.    |
| 2015                  | Hoàng Anh Gia Lai     | V-League              | 26          | 1           | 2                     | 0                     | -       | -       | 28    | 1     |
| 2016                  | Yokohama FC           | J2 League             | 0           | 0           | 2                     | 1                     | 6       | 1       | 8     | 2     |
| 2017                  | Hoàng Anh Gia Lai     | V-League              | 7           | 0           | -                     | -                     | -       | -       | 7     | 0     |
| 2018                  | Hoàng Anh Gia Lai     | V-League              | 2           | 0           | -                     | -                     | 2       | 0       | 4     | 0     |
| 2019                  | Hoàng Anh Gia Lai     | V-League              | 23          | 1           | -                     | -                     | 2       | 0       | 25    | 1     |
| 2020                  | Hoàng Anh Gia Lai     | V-League              | 1           | 0           | -                     | -                     | 4       | 0       | 5     | 0     |
| Total sur la carrière | Total sur la carrière | Total sur la carrière | 59          | 2           | 4                     | 1                     | 14      | 1       | 77    | 4     |